# Бранденбург-Пруссия
Бранденбу́рг-Пру́ссия (нем. Brandenburg-Preußen) — немецкое княжество, созданное в 1618 году путём объединения (личной унии его владетелей) маркграфства Бранденбург и герцогства Пруссии. При этом последнее с 1525 года до 1657 года сохраняло вассальную зависимость от Польского королевства.

## История
С 1415 года в Бранденбурге правит младшая ветвь Гогенцоллернов.
В 1608 году умер курфюрст Йоахим Фридрих, престол унаследовал его сын Иоганн Сигизмунд.
В 1614 году по договору в Ксантене, разделившему земли Клеве-Юлих-Берга, к княжеству были присоединены герцогство Клевское, графство Марк и графство Равенсберг.
В 1618 году произошли два события, которые изменили историю Гогенцоллернов:
1. скончался тесть Иоганна Сигизмунда, герцог Альберт Фридрих Прусский, не оставивший после себя наследника мужского пола, и Иоганн Сигизмунд унаследовал герцогство Пруссия, создав личную унию между двумя государственными образованиями, которая продлилась 83 года;
2. началась Тридцатилетняя война в Германии.

Год спустя Иоганн Сигизмунд умер, и его сын Георг Вильгельм унаследовал разросшееся княжество. Во время его правления Бранденбург был разорён войной, поскольку на его территории проходили основные боевые действия. Также в это время произошло восстание крестьян, пошатнувшее вдобавок экономику княжества.
В 1640 году сын Георга Фридрих Вильгельм унаследовал княжество отца.

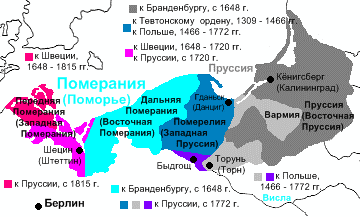
Померания, Западная и Восточная Пруссия

В 1648 году кончилась Тридцатилетняя война, но Бранденбург пришёл в упадок. В Берлине погибло около 9000 жителей из 13 000, и в «компенсацию» Фридрих Вильгельм, в рамках Вестфальского мира, получил архиепископства Магдебург и Галле, епископства Минден и Камьен а также восточную Померанию. Фридриха называли, что было редкой привилегией, «великий курфюрст».
Благодаря «великому курфюрсту» Фридриху Вильгельму I Бранденбург-Пруссия сделалась убежищем для гонимых кальвинистов. Сам он был кальвинист. После того, как Эдиктом Фонтенбло 17 октября 1685 года Людовик XIV отменил принятый в 1598 году Генрихом IV Нантский эдикт, гарантировавший гугенотам свободу вероисповедания, началась крупномасштабная эмиграцию гугенотов в Бранденбург.
В 1657 году согласно Велаускому договору герцогство Пруссия, входившее в состав государства на правах личной унии, было выведено из вассальной зависимости от Польши. 
18 января 1701 года было провозглашено Королевство Пруссия.